# Нельсон-Лагун (аэропорт)
Аэропорт Нельсон-Лагун (англ. Nelson Lagoon Airport), (ИАТА: NLG, ИКАО: PAOU, FAA LID: OUL, (прежний Z73)) — государственный гражданский аэропорт, расположенный в 1,85 километрах к востоку от населённого пункта Нельсон-Лагун (Аляска), США. Регулярные коммерческие рейсы в Аэропорт Колд-Бей выполняет местная авиакомпания Peninsula Airways (PenAir).

## Операционная деятельность
По данным статистики Федерального управления гражданской авиации США услугами аэропорта в 2008 году воспользовалось 290 человек, что на 4 % (302 человек) меньше по сравнению с предыдущим годом. Нельсон-Лагун включен FAA в Национальный план развития аэропортовой системы страны в качестве аэропорта, предназначенного для обслуживания авиации общего назначения.
Аэропорт Нельсон-Лагун расположен на высоте 4 метров над уровнем моря и эксплуатирует одну взлётно-посадочную полосу:
- 8/26 размерами 1219 x 23 метров с гравийным покрытием.

За период с 31 декабря 2005 года по 31 декабря 2006 года Аэропорт Нельсон-Лагун обработал 302 операции взлётов и посадок самолётов (в среднем 25 операций ежемесячно), из них 68 % пришлось на рейсы аэротакси и 32 % — на авиацию общего назначения.